# Bet365
Bet365 Group Ltd е хазартна компания със седалище в Стоук он Трент, Великобритания.
Тя е сред водещите световни онлайн хазартни групи с над 19 милиона клиенти в почти 200 страни. Компанията има над 3500 служители и е най-големият частен работодател в град Стоук он Трент, където се намира централата ѝ.

## За компанията
Bet365 е онлайн хазартна компания, предлагаща спортни залагания, покер, казино, игри и бинго, финансови залози, както и видеоизлъчване на спортни събития в реално време.
Притежава лиценз за извършване на хазартна дейност в редица страни като Великобритания, Малта, Гибралтар, Дания, Испания, Италия, Австралия и България.
Освен централата на компанията в Стоук он Трент Bet365 има офиси в Гибралтар и Австралия.

## История
Компанията е основана през 2000 г. в Стоук он Трент от Денис Коутс. Денис разработва платформа за спортни залагания и стартира онлайн бизнеса през март 2001 г. с помощта на банков кредит от RBS в размер на 15 млн. британски лири, обезпечен с веригата от букмейкърски пунктове на баща ѝ (съществуваща от 1974 г.) През 2005 г. семейството продава офлайн бизнеса със залози на букмейкърската компания Coral и връща банковия заем на RBS, с което се концентрира изцяло върху онлайн бизнеса си.
През 2016 г. Bet365 получава лиценз от Държавната комисия по хазарта за организиране на спортни залагания в България, две години след като подава документи. Това става, след като Административния съд в София отсъжда в полза на Bet365 по делата, заведени срещу ДКХ заради анулирането на първоначалния лиценз. Към 2017 г. Bet365 има над 21 000 000 активни играчи от цял свят.

## Спонсорство
Bet365 е дългогодишен спонсор на футболен клуб Стоук Сити, който е собственост на семейство Коутс, а от 2016 г. сключва спонсорски договори и с българските клубове Лудогорец и Славия.

## Залози на живо
Компанията Bet365 разполага с платформи за залагания на живо на спортни събития. Този тип залагане се характеризира с това, че самите залози се правят в реално време, с множество налични пазари, докато събитието се провежда. За да проследи събитията в реално време и да предаде нужната информация за резултата и развитието на дадено спортно събитие, Bet365 използва технологията на частната облачна услуга vFabric. Тя му позволява да обновява голямо количество информация в един и същ момент, като закъснението е сведено до 2 секунди. По този начин букмейкърът следи събитията, за които предлага възможности за залози в реално време, отбелязвайки промените в резултата от самото събитие, които потребителите на сайта виждат. Това им помага да преценят своя залог. С промяната на резултата, платформата за залози на живо автоматично променя и коефициентите за различните пазари, развиващи се така спрямо начина, по който се развива даденото събитие. Компанията поддържа и залози на живо за най-големите първенства в Европа, както и в топ 5 най-оспорвани първенства извън Европа. Топ 5 най-оспорвани първенства извън Европа.

## Услуги в реално време
Наред с възможностите за залози на живо в сайта на компанията Bet365, всички потребители имат на свое разположение и други опции в реално време. Една от тях е услугата за затваряне на залога или т.нар. Cash Out опция. Bet365 е една от компаниите, които силно работят по развитието на тази опция. Тя позволява на потребителите да прекратят даден залог, преди да е настъпил краят на събитията, на които е заложено. Затварянето на залога може да донесе определена печалба, ако събитията са напът да се случат, но на клиента не му се чака. В другия случай на използването на Cash Out опцията, тя може да донесе определена загуба, но не такава, с която клиента да загуби цялата заложена сума, а единствено да минимизира загубите, защото заложените събития не се развиват спрямо направените предположения. Допълнителна характеристика на услугата, предлагана от Bet365, е опцията за частично спиране на залога, позволяваща на потребителите да определят част от сумата, която желаят да „затворят“ и добавят към своята сметка, а с останалата част залогът им остава активен.
Нововъведението от Bet365, което е създадено за опцията Cash Out и е налично за потребителите от началото на 2017 г., е възможността за автоматичен Кеш аут. Тази услуга позволява на потребителите да настроят желана от тях сума, при достигането на която, залогът им да бъде прекратен автоматично.
Друга услуга, която сайтът на букмейкъра Bet365 предлага в реално време, е излъчването на живо на определени спортни събития. Те са налични за всички регистрирани потребители на компанията, които имат средства по сметките си. Пряко предаване в сайта на Bet365 е налично за повече от 40 000 събития от различни спортове всяка година.

## Мобилни услуги
Bet365 дава възможност за употребата на мобилните услуги на компанията и залози посредством мобилни устройства. Компанията има разработени приложения за всички популярни мобилни операционни системи, а освен това разполага и с мобилна версия на своя сайт. Двете услуги изглеждат и работят по един и същ начин.

## Секция с виртуални залози
Сред предложенията на Bet365 има възможност за залог на виртуални спортове, генериран от специален софтуер, който предлага събития от няколко различни спорта. Това са футбол, тенис, баскетбол, конни надбягвания и гонки с кучета. Софтуерът генерира събития за всеки един спорт, които са част от даден сезон или състезание. Във виртуалния футбол например, има възможност да се залага на всички събития от даден кръг на текущия шампионат. Виртуалните залози са доста предпочитани – на разположение е и картина от виртуалното събитие, която наподобява компютърна игра. Bet365 предлага залози за 11 виртуални спорта. Виртуалното събитие обикновено продължава 1 – 2 минути и може да бъде наблюдаване на живо.

## Казино игри
В казино раздела на сайта на Bet365 няма голямо разнообразие от игри. В него са събрани само най-популярните игри, които се срещат в тази област. Специално внимание се обръща на следните игри: Рулетка, Блекджек и Видео Покер. За всяка една от тях Bet365 предоставя упътване, от което всеки регистриран играч в сайта може да се възползва. Сред наличните предложения има и някои разновидности на слот игрите. Друга характерна особеност за казиното на Bet365 е секцията с игри, които предоставят джакпоти за победителя. Софтуера, с който се изпълнява всяка една от игрите, е разработен от софтуерна компания. Тя е сред най-големите софтуерни компании, занимаващи се с доставката на казино игри за букмейкърските сайтове. Друга инициатива на компанията е свързана с хазартната зависимост и как да се справим с нея.

## Покер зала
Bet365 разполага с покер платформи, която позволява участие в покер турнири, организирани от компанията, на различни покер разновидности, сред които Texas Hold’em, Omaha и Omaha Hi Lo. Споменатата платформа е разработена и се поддържа от софтуерна компания. За да може всеки потребител да играе в покер залата на Bet365, преди всичко, той трябва да изтегли и инсталира специалния софтуер на своето устройство, независимо дали то е настолен компютър или мобилно устройство. Налични са разнообразни турнири, както с ниска такса за вход, така и с по-висока входна такса, която обикновено е за турнири с голяма награда за победителя.

## Разплащателни методи
Онлайн букмейкърът Bet365 разполага с голямо разнообразие от методи на разплащане със своите потребители. Това, разбира се, е много добре за всички потребители на сайта, защото могат да избират от много методи за депозиране и теглене на парични средства. Сред най-популярните са услугите на електронните портфейли Skrill и Neteller, с които разплащанията се извършват бързо и без такси. Друг предпочитан метод са кредитните карти и дебитните карти, които също не налагат допълнителни такси, но при тях изтеглянето на парични средства става по-бавно, отколкото при електронните портфейли. Банковият трансфер също е наличен за потребителите на Bet365, но е рядко ползван, защото обработката на трансакциите се извършва доста бавно. Налични са и други методи, а лимитите по трансакциите започват от 10 лв. и достигат до 200 000 лв.